# Scenopinus torrensianus
Scenopinus torrensianus är en tvåvingeart som beskrevs av Kelsey 1980. Scenopinus torrensianus ingår i släktet Scenopinus och familjen fönsterflugor. Inga underarter finns listade i Catalogue of Life.